# Ron Kozlicki
Ronald F. Kozlicki, detto Ron (Chicago, 12 dicembre 1944), è un ex cestista statunitense, professionista nella ABA.

## Carriera
Venne selezionato dai San Diego Rockets al quarto giro del Draft NBA 1967 (41ª scelta assoluta).